# نادي بودابست هونفيد لكرة السلة
نادي بودابست هونفيد لكرة السلة (بالمجرية: Budapesti Honvéd)‏ هو فريق كرة سلة مجري تأسس في سنة 1950. من أبرز ممن لعبوا معه كورنيل دافيد.

## الإنجازات
- الدوري المجري لكرة السلة: 33
  - الفوز: 1952، 1953، 1954، 1955، 1957، 1957–58، 1958–59، 1959–60، 1960–61، 1961–62، 1962–63، 1964، 1965، 1966، 1967، 1968، 1969، 1971، 1974، 1976، 1977، 1978، 1979، 1980–81، 1981–82، 1982–83، 1983–84، 1984–85، 1985–86، 1992–93، 1993–94، 1994–95، 1996–97.
  - الوصافة: 1956، 1970، 1972، 1975، 1986–87، 1995–96، 1997–98.
  - المركز الثالث: 1951، 1988–89، 1991–92.